# Шпехбах
Шпехбах (нем. Spechbach) — община в Германии, в земле Баден-Вюртемберг. 
Подчиняется административному округу Карлсруэ. Входит в состав района Рейн-Неккар.  Население составляет 1734 человека (на 31 декабря 2010 года). Занимает площадь 8,52 км².

Шпехбах